# Ащева, Наталья Петровна

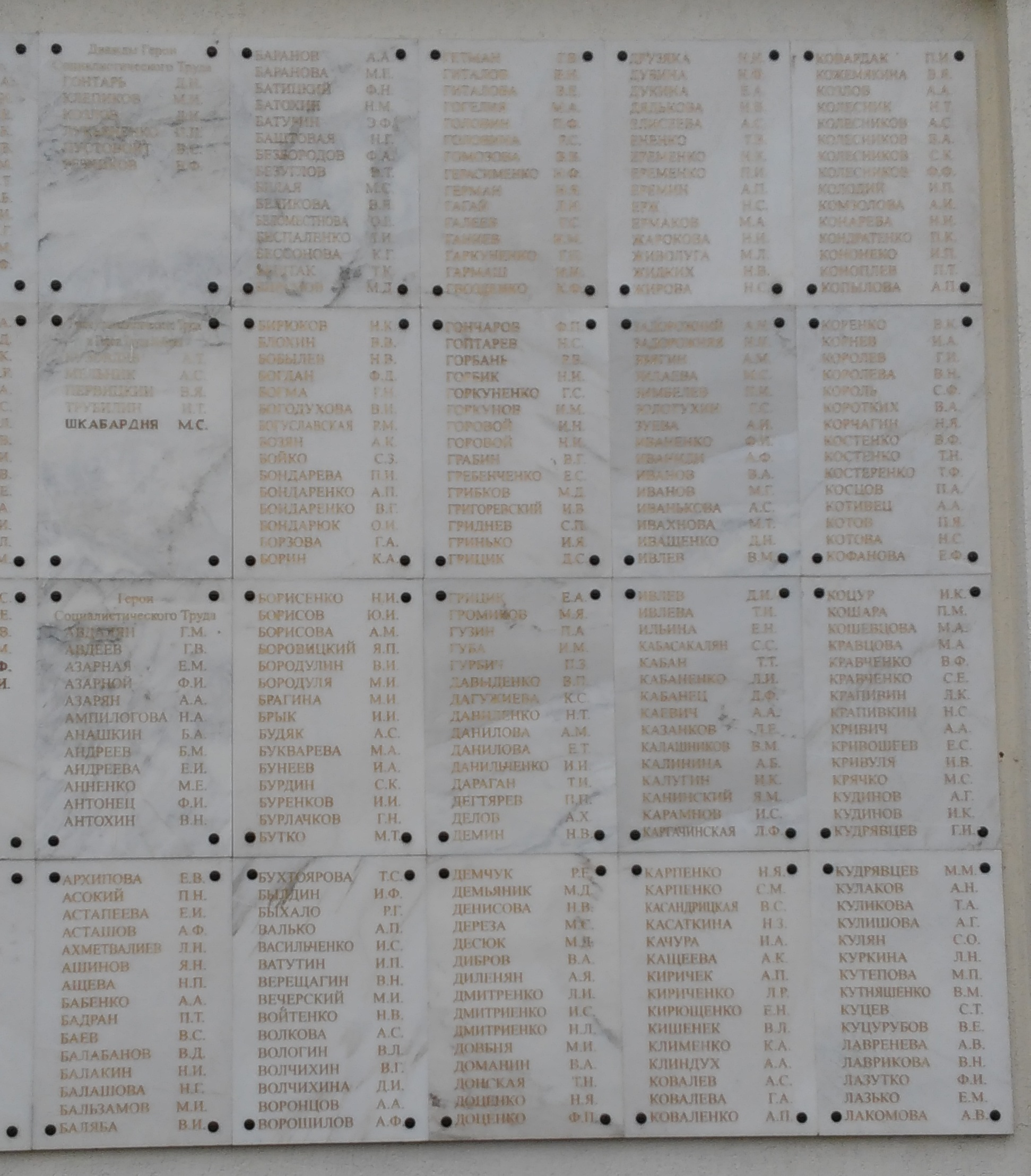

Наталья (Наталия) Петровна Ащева (5 сентября 1924, Никольское, Тамбовская губерния, РСФСР, СССР — 18 ноября 2011, Кавказская, Краснодарский край, Россия) — заместитель главного врача районной больницы, Кавказский район Краснодарского края. Герой Социалистического Труда (04.02.1969).

## Биография
Родилась 5 сентября 1924 года в селе Никольское Тамбовской губернии (ныне — Добровского района Липецкой области). Русская. В 1942 году окончила с золотой медалью среднюю школу в городе Тамбов и поступила в Казанский медицинский институт, который окончила в 1947 году, получив диплом врача-терапевта. В 1947—1951 годах работала в посёлке Печора Коми АССР (ныне Республика Коми) врачом-ординатором лазарета для заключенных «Печорстроя», ординатором-терапевтом терапевтического отделения для вольнонаемных в Печорской клинической больнице, исполняющей обязанности начальника больницы.
В 1951 году переехала в Кавказский район Краснодарского края, где работала врачом-терапевтом, заведующей инфекционным отделением, а затем заместителем главного врача районной больницы по лечебной части. Проработала в данной больнице 54 года.
Указом Президиума Верховного Совета СССР от 4 февраля 1969 года за большие заслуги в области охраны здоровья советского народа Ащевой Наталии Петровне присвоено звание Героя Социалистического Труда с вручением ордена Ленина и золотой медали «Серп и Молот».
Выйдя на пенсию, трудилась врачом-методистом организационно- методического кабинета районной больницы Кавказского района.
С 2005 года — на пенсии.
Жила в станице Кавказская. Умерла в ноябре 2011 года.
Почётный гражданин станицы Кавказская (1984).

## Награды
- Золотая медаль «Серп и Молот» (04.02.1969);
- Орден Ленина (04.02.1969)[1]
- Медаль «В ознаменование 100-летия со дня рождения Владимира Ильича Ленина» (6 апреля 1970)
- медаль «За вклад в развитие Кубани — 60 лет Краснодарскому краю» I степени (Краснодарский край, 1995)

## Память
- На могиле Героя установлен надгробный памятник.
- 15 ноября 2012 года на здании главного корпуса центральной районной больницы в станице Кавказская ей установлена мемориальная доска[2].